# 伊藤貴臣
伊藤 貴臣（いとう たかおみ）は、i-box（アイ・ボックス）のタレント（芸名：痴山臣蔵・ちざんおみぞう）。トランスジェンダーのフリー講談風語り手・パフォーマー・アーティストである。演歌歌手・浪曲師：川本三栄子(講談師名：（旧）旭堂さくら)に師事し、その後、単独で活動開始。
セクシャリマイノリティなどの多様性についての講演・「戦争と平和」「偏見と差別」「命の尊さ」をテーマに活動。主な講談風語りに「ハンセン病を伝える講談風語り 煌く百の物語シリーズ」「痴山臣蔵物語-誕生の瞬間」「阪神淡路大震災・もう一つの戦い」などがある。
その他にスピリチュアルケアやラジオパーソナリティ・ディレクター・演出・絵本の読み聞かせ・ブックトークや読み聞かせの講師など幅広く活動している。

## 略歴
大阪府大阪市生まれ。代々木アニメーション学院卒業、大阪芸術大学中退、高野山大学大学院文学研究科密教学科
日本ハンセン病学会(学生会員)・沖縄ハンセン病回復者の会(賛助会員)
大阪芸術大学在学中にウィリアム・モリスの研究書などのBookデザイン・DVDパッケージデザインをし、英国にあるアーツ＆クラフトやナショナルトラストの関係者から称賛を受ける。現在も21か国の言語に翻訳され、販売されている。
2016年から小学校にて、絵本の読み聞かせをスタート。演歌歌手・浪曲師：川本三栄子(講談師名：（旧）旭堂さくら)へ師事。
2017年フリー講談風語り手として、初公演やLGBTQ等の講演活動。講談風語り手の名は「痴山臣蔵（ちざんおみぞう）」。

## 芸風・人物
芸名は「痴山臣蔵（ちざんおみぞう）」。「講談風語りの語り手」という呼び方を諸事情がありしていた。しかしながら、口演を聴いた人々、特にハンセン病に関わる講談風語りを聴いたハンセン病回復者やその遺族・家族・支援者・有識者・メディアなどから「講談師」と呼ばれるようになる。
「現代の講談の在り方」を考え、「講談風語りによって、事実のみを知っていただき、皆様の心の眼で真実を見つけて欲しい。また、本当の講談を味わっていただく入口になって欲しい。」という希望を託し、独自のスタイルを模索しながら歩む。
自身の「痴山臣蔵物語」は「ー誕生の瞬間ー」という序章のみしか発表しておらず、今後の人生の中で公開する予定と本人は語っている。
また、処女作でもある「講談風語り 煌めく百の物語ーハンセン病意見国賠裁判忘れがたき故郷編ー」は古来から講談が持つ本来の役割(歴史的内容を伝える)を果たし且つ1つのパフォーマンスとして、「伝える大切さ」の中に観客参加型というものを取り入れ、ハンセン病によって全国十三のハンセン病療養所の納骨堂に眠る魂や山や海などに打ち捨てられた名も声も無き魂たちをそれぞれの故郷や大好きだった景色に送り出すために、歌を合唱し完結する型破りのものである。

## 出演・出版
FM-HANAKO「はなスタCafe」・ombc(松原インターネットラジオ)「講談でござる!」パーソナリティ
fm GIG(チャンネル：Side-B)「ハンセン病を伝えるラジオ 煌めく百の物語」プロデュース兼ナビゲーター
RADIO BALLOON(インターネットラジオ)「NEWハンセン病を伝えるラジオ 煌めく百の物語」プロデュース兼ナビゲーター
【出演番組】
ombc(松原インターネットラジオ)「打打打団天鼓 Dなタイム」・ゆめのため(インターネットラジオ)「チェンジメーカー」・FM五條(78.0kHz)「FM五條ヒルドキッ!」・FM21(76.8MHz)「コミュニティプラザ」・ハートFMなんじょう(77.2MHz)「おさきまっっしろ」・ちゅらハートFMもとぶ(78.2MHz)「孝和優樹のトークタイム」・FMレキオ(80.6MHz)「大城明美のあなたと共に♪」

【出版物】
・『空海名言法話全集　空海散歩』第6巻・第7巻・第8巻・第9巻・第10巻（筑摩書房）